# Херкул (сазвежђе)
Херкул је сазвежђе које је добило име по јунаку Херкулу из римске митологије, који је преузет и адаптиран из грчке митологије. Херкул је било једно од 48 сазвежђа наведених на Птоломејевој листи из другог века и остало је и данас међу 88 модерних сазвежђа. Данас је пето сазвежђе по величини.

## Звезде
Херкул је сазвежђе које не садржи много светлих звезда, привидно гледајући са Земље, али опет, врло је лако уочљив по благој, трапезоидној основи (у којој се налази и М13) и по краковима који излазе из тачака те основе. Садржи око 140 звезда које су видљиве голим оком при идеалним атмосферским условима.
Главна звезда у Херкулу је Алфа Хер, познатија као Рас Алгети, што на арапском значи Херкулова глава. Ова звезда је вишеструки систем који је удаљен од нас 1629,9 светлосних година.

## Објекти дубоког неба
Херкул садржи два светла глобуларна јата: М13, најсветлије глобуларно јато северне хемисфере и М92.
Глобуларно јато М13, видљиво голим оком, садржи преко 300,000 звезда и удаљено је 25,200 светлосних година од Земље. Открио га је Едмунд Халеј 1714. године.
М92 је најстарије откривено глобуларно јато са 14 милијарди година. Удаљено је 26,000 светлосних године од Земље. Открио га је Елерт Боде 1777. године.